# Samuel Hayat
Samuel Hayat, né le 26 septembre 1980, est un historien, politologue et chercheur en science politique français. Il est actuellement chargé de recherche au CNRS au sein du Centre de recherches politiques de Sciences Po (CEVIPOF) à Paris, et enseigne au sein du Collège universitaire de Sciences Po à Nancy.

## Biographie
Samuel Hayat obtient un master en sciences politiques à l'Institut d'études politiques de Paris en 2003 puis un autre en théorie politique à l'université Paris-VIII en 2004. Le 7 décembre 2011, il soutient une thèse également à Paris VIII, sous la direction de Bertrand Guillarme. Celle-ci s'intitule « Au nom du peuple français » : la représentation politique en question autour de la révolution de 1848 en France et obtient le prix Aguirre-Basualdo en Lettres et Sciences humaines en 2012.
Il s'intéresse principalement à la sociologie historique des mouvements ouvriers français, mais ses travaux portent plus largement sur l'histoire et la théorie de la représentation politique.
Il fait partie du comité de rédaction des revues Participations et Tracés.

## Intervention dans les médias et engagement politique
Samuel Hayat est intervenu en tant que représentant de la coordination nationale des universités et laboratoires de recherche en lutte face à la ministre Frédérique Vidal lors de la matinale de France Culture du 22 juillet 2020, jour de présentation du projet de Loi de programmation pluriannuelle de la recherche en conseil des ministres.
Il estime en raison de l'utilisation de l'article 49.3 pour faire adopter la réforme des retraites en France en 2020 que « l'exécutif a une conception de la démocratie qui est très autoritaire ».

## Publications
- La représentation politique, avec Yves Sintomer, Paris, Presses de sciences Po, 2013, 180 p.
- 1848 : quand la République était révolutionnaire : citoyenneté et représentation, Paris, Éditions du Seuil, 2014, 416 p. (ISBN 978-2-02-113639-5, présentation en ligne)[7]
- Introduction à la socio-histoire des idées politiques, avec Julien Weisbein, Paris, Deboeck Supérieur, 2020, 256 p.  (ISBN 978-28-07317-86-4)
- Démocratie, Paris, Anamosa, 2020, 96 p. (ISBN 979-10-95772-85-9, présentation en ligne)

## Distinctions
- Prix Aguirre-Basualdo en droit et sciences politiques de la Chancellerie de Paris, France (2012)[8]